# 笹森建美
笹森 建美（ささもり たけみ、1933年5月10日 - 2017年8月15日）は、日本の牧師、剣術家。
小野派一刀流宗家笹森順造の三男として、青森県に生まれる。早稲田大学文学部哲学科、米国デューク大学大学院神学部卒業。青山学院中等部宗教主任を経て、駒場エデン教会牧師。大長刀直元流、居合神夢想林崎流宗家も受け継ぎ、日本古武道協会常任理事を務め、小野派一刀流第17代宗家でもあった。

## 著書
- 『神のオーケストラ 中学生のための小説教集』日本基督教団出版局　1975
- 『神の子イエス・キリスト』日本基督教団出版局（1978年）
- 『旧約聖書に聞く 神の選び、人の応答』日本基督教団出版局　1986
- 『パウロ―神に召された人』日本基督教団出版局（1989年）
- 『神への道・神からの道 キリスト教と日本的思想の接点を探る』キリスト新聞社　2001
- 『小野派一刀流十七代笹森建美宗家』ビーエービージャパン（2005年）
- 『祈りと讃美の詩(うた)』キリスト新聞社出版事業課 2010
- 『武士道とキリスト教』新潮新書、2013

## 翻訳
- K.C.ヘンドリックス『神のみ手の陰に 愛隣の奉仕者、高橋玲二の半生』共訳　教文館　1991